# Tommy Puett
Ralph Thomas Puett III (Gary, Indiana, 12 de enero de 1971) es un exactor y excantante estadounidense. Es conocido por haber interpretado el papel de Tyler Benchfield en Life Goes On. Puett abandonó el programa en 1991. Puett es el hermano mayor de la exestrella de Kids Incorporated Devyn Puett. En la escuela secundaria, Puett firmó un contrato con Scotti Brothers Records. Puett lanzó un único álbum, Life Goes On, en 1990. En ese mismo año, se lanzó el único álbum en vídeo de Puett, Heart Attack. Su hermana Devyn cantó coros en el álbum. Después de Life Goes On, Puett fue elegido para interpretar a Ben en Switchback en 1997. Switchback fue el último papel actoral de Puett antes de retirarse.

## Vida personal
Puett se retiró de la actuación en 1997. Puett se graduó de Diamond Bar High School en 1989. Puett y su esposa Robin tienen dos hijos. Después de retirarse de la actuación, Puett se convirtió en hombre de negocios, y actualmente dirige una empresa llamada Ultra Sport Products.

## Filmografía
| Película   | Película                            | Película           | Película                 |
| Año        | Película                            | Papel              | Notas                    |
| ---------- | ----------------------------------- | ------------------ | ------------------------ |
| 1997       | Switchback                          | Ben                |                          |
| Televisión |                                     |                    |                          |
| Año        | Título                              | Papel              | Notas                    |
| 1988       | Broken Angel                        | Chelín             | Película para televisión |
| 1988       | Aaron's Way                         | Coaster            | 1 temporada              |
| 1989       | The Case of the Hillside Stranglers | Marco Grogan       | Película para televisión |
| 1989-1992  | Life Goes On                        | Tyler Benchfield   | 66 episodios             |
| 1991-1992  | America's Top 10                    | Él mismo/anfitrión | 200 episodios            |
| 1993       | Step by Step                        | Steve              | 1 episodio               |

## Nominaciones a premios
| Año       | Premios              | Resultado | Categoría                                               | Serie o canción   |
| --------- | -------------------- | --------- | ------------------------------------------------------- | ----------------- |
| 1988-1989 | Premios Young Artist | Nominado  | Mejor actor joven de reparto en una serie de televisión | Life Goes On      |
| 1988-1989 | Premios Young Artist | Nominado  | Nuevo artista de grabación favorito                     | Kiss You All Over |

## Álbumes
- Life Goes On (1990)

## Álbumes de vídeo
- Heart Attack (1990)